# Exoneura excavata
Exoneura excavata är en biart som beskrevs av Cockerell 1922. Exoneura excavata ingår i släktet Exoneura och familjen långtungebin. Inga underarter finns listade i Catalogue of Life.

## Bildgalleri

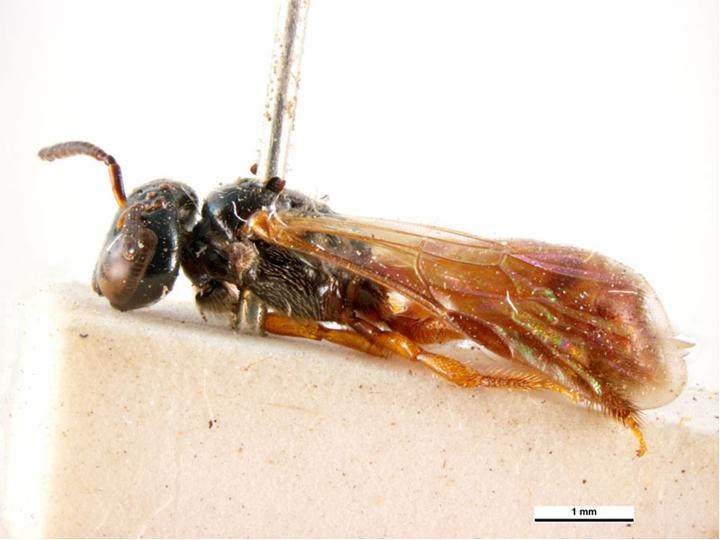
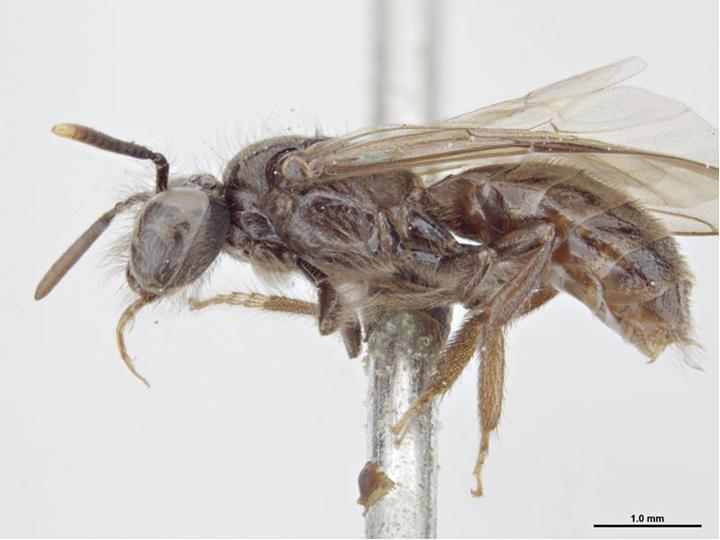